# Carbonero el Mayor
Carbonero el Mayor er en by og kommune i det centrale Spanien i provinsen Segovia. Den har et indbyggertal på 2.502 (2024) indbyggere.